# Codi de Nuremberg
El Codi de Nuremberg són un conjunt de principis que regeixen l'experimentació amb éssers humans, que va resultar de les deliberacions dels Judicis de Nuremberg, al final de la Segona Guerra Mundial. Específicament, el Codi respon a les deliberacions i arguments per les que van ser enjudiciats la jerarquia nazi i alguns metges pel tractament inhumà que van donar als presoners dels camps de concentració, com per exemple, els experiments mèdics del Dr. Josef Mengele.
El Codi de Nuremberg va ser publicat el 20 d'agost de 1947, després de la celebració dels Judicis de Nuremberg (entre agost de 1945 i octubre de 1946). En ell es recullen principis orientatius de l'experimentació mèdica en éssers humans, perquè durant el judici alguns dels acusats van declarar que els experiments diferien poc dels portats a terme abans de la guerra, car no existien lleis que categoritzessin de legals o il·legals els experiments.
] va sotmetre a consideració del Consell per als Crims de Guerra sis punts que definien la investigació mèdica legítima. El veredicte del judici va adoptar aquests punts i en va afegir quatre més. Aquests deu punts són els que constituïxen el Codi de Nuremberg.
Entre ells, s'inclou el consentiment informat i l'absència de coerció, l'experimentació científica fonamentada i la beneficència de l'experiment per als subjectes humans involucrats.
Els deu punts són:
1. És absolutament essencial el consentiment voluntari de subjecte humà. Això significa que la persona implicada ha de tenir capacitat legal per donar consentiment; la seva situació ha de ser tal que pugui ser capaç d'exercir una elecció lliure, sense intervenció de qualsevol element de força, frau, engany, coacció o altra forma de constrenyiment o coerció; ha de tenir suficient coneixement i comprensió dels elements implicats que la capacitin per prendre una decisió raonable i il·lustrada. Aquest últim element requereix que abans que el subjecte d'experimentació accepti una decisió afirmativa, ha de conèixer la naturalesa, durada i fins de l'experiment, el mètode i els mitjans amb els quals serà realitzat; tots els inconvenients i riscos que poden ser esperats raonablement i els efectes sobre la seva salut i persona que poden possiblement originar-se de la seva participació en l'experiment. El deure i la responsabilitat per a assegurar-se de la qualitat del consentiment resideixen en cada individu que iniciï, dirigeixi o estigui implicat en l'experiment. És un deure i responsabilitat personals que no poden ser delegats impunement.
2. L'experiment ha de ser tal que doni resultats profitosos per al benefici de la societat, no sigui obtenible per altres mètodes o mitjans i no ha de ser de naturalesa aleatòria o innecessària.
3. L'experiment ha de ser projectat i basat sobre els resultats d'experimentació animal i d'un coneixement de la història natural de la malaltia o d'altres estudis, de tal forma que els resultats previs justificaran la realització de l'experiment.
4. L'experiment ha de ser realitzat de tal forma que s'eviti tot sofriment físic i mental innecessari i tot dany.
5. No ha de realitzar-se cap experiment quan existeixi una raó a priori que porti a creure que en pugui sobrevenir mort o dany que dugui a una incapacitació, excepte, potser, en aquells experiments en què els experimentadors serveixen també com subjectes.
6. El grau de risc no ha d'excedir mai el determinat per la importància humanitària del problema que ha de ser resolt amb l'experiment.
7. Han de realitzar-se els passos escaients per a protegir el subjecte d'experimentació contra possibilitats, fins i tot remotes, de dany, incapacitació o mort.
8. L'experiment ha de ser realitzat únicament per persones científicament qualificades. Ha d'exigir-se a través de totes les etapes de l'experiment el major grau d'experiència (perícia) i cura en aquells que realitzen o estan implicats en aquest experiment.
9. Durant el curs de l'experiment el subjecte humà ha d'estar en llibertat d'interrompre'l si ha arribat a un estat físic o mental que la continuació de l'experiment li sembli impossible.
10. Durant el curs de l'experiment, el científic responsable ha d'estar preparat per acabar-lo en qualsevol fase, si té una raó per a creure amb tota probabilitat, en exercici de la bona fe, que se'n requereix una destresa major i un judici curós de manera que una continuació de l'experiment portarà probablement com a resultat dany, discapacitat o mort del subjecte d'experimentació.